# Ktulu
Ktulu és un grup de heavy metal català format el 1986 a l'Hospitalet de Llobregat. El seu nom prové de la cançó «The call of Ktulu» del grup Metallica, inspirada en Cthulhu, un personatge mitològic creat per l'escriptor H.P. Lovecraft.
El seu estil musical abasta el thrash metal, el groove metal i el metal industrial. Les seves lletres són un al·legat a favor de la llibertat d'expressió i dels drets humans i en contra de la censura.

## Història
Ktulu va publicar el 1991 el seu primer disc titulat Involución. En el seu següent treball, titulat Orden genètico, es va publicar el 1994, amb un caràcter més avantguardista però sense desprendre's de les pròpies arrels. Hi apareix el tema «Apocalipsi 25D», que forma part de la banda sonora de la pel·lícula El dia de la Bèstia d'Àlex de l'Església i va suposar la trobada de la banda amb la música industrial afegint mostrejadors i sons pregravats. Aquest treball va fer que la seva música arribés a més públic realitzant una gira amb Extremoduro, Soziedad Alkoholika i Def amb Dos.
En 1997 va publicar Confrontación, produït pel danès Jan Borsing, entrant de ple en el terreny del metal industrial. Després de la gira de l'estiu de 1998, dos membres del grup es van escindir per a formar el grup Freak XXI, i van continuar a Kutuku Willy (veu), Jorge (guitarra) i Miguel (bateria), als quals s'hi van sumar Pedro (guitarra), Lara (baix) i Raúl (mostrejador i teclats). amb aquesta formació van publicar l'àlbum Ktulu (1999), gravat als estudis Lorentzo Records a Berriz.
El desembre del 2000 el grup va publicar un disc amb Dro/Warner de versions de grups com Portishead, Jimi Hendrix i Iron Butterfly, titulat 2078”, i amb temes del disc Ktulu remesclats per tres Dj de renom. El 2002 van contribuir al disc de tribut a Baró Rojo anomenat Larga vida al volumen brutal amb la cançó «Satánico plan» i a un altre recopilatori d'homenatge al grup Judas Priest amb el tema «The rage».
El 2008 Ktulu va editar el seu setè LP Show Caníbal, amb la distribució de Maldito Records i enregistrant un videoclip per a «Vuestras guerras», que és considerat el treball més experimental del grup. El 2009 van presentar en exclusiva a ITunes una canó cantada en anglès anomenada «Linkslaved».
El 2011 Ktulu va publicar el seu vuitè treball, Visión a la Casa del Caníbal, un directe gravat a Barcelona on el grup desplega tota la seva potència. El CD conté 17 pistes i el DVD 14 cançons en viu, un curtmetratge de mitja hora d'imatges de la gira i 16 versions d'altres bandes.
El 21 de maig de 2017, el Ktulu va participar al concert solidari «No callarem» celebrat al Parc del Gran Sol de Llefià, amb motiu de la condemna del raper Valtònyc a tres anys i mig de presó. El desembre del 2018 va sortir a la venda el llibre Pura vida: la història de Ktulu, escrit pel periodista Iván Allué, on s'hi repassen els més de trenta anys d'activitat musical de la banda.

## Discografia
| Any  | Títol                         |
| ---- | ----------------------------- |
| 1991 | Involución                    |
| 1994 | Orden genético                |
| 1997 | Confrontación                 |
| 1998 | El latido del miedo           |
| 1999 | Ktulu                         |
| 2000 | 2078"                         |
| 2008 | Show caníbal                  |
| 2011 | Visión en la Casa del Caníbal |
| 2012 | Makinal                       |